# 幻想曲 作品28 (メンデルスゾーン)
幻想曲 嬰ヘ短調 作品28, MWV U 92 は、フェリックス・メンデルスゾーンが作曲したピアノのための幻想曲。『スコットランド風ソナタ』（仏: Sonata écossaise）という愛称でも知られる。

## 概要
メンデルスゾーンは多くの19世紀ドイツの音楽家同様にスコットランドに憧れを抱いており、彼が1829年の夏季に現地へ足を運んで得られた霊感が『交響曲第3番 イ短調《スコットランド》』（作品56, MWV N 18）や演奏会用序曲『フィンガルの洞窟』（作品26, MWV P 7）といった作品として実を結んでいる。一方、メンデルスゾーンが家族へ宛てた手紙から、本作は1828年か、もしくは1829年の初頭には書き始められていたと考えられている。従って、曲が構想されたのはスコットランド訪問以前ということになるが、かねてよりスコットランドへの憧憬を募らせていた彼はウォルター・スコットの作品を読むなどすると同時に、流行していたスコットランド舞踊に触れていた。本作にもスコットランドの舞曲が用いられている。
曲はその後に改訂を経て1833年1月29日に全曲の完成を迎えており、この時にはフランス語の "Sonata écossaise" という表題が掲げられたままであった。楽譜は1834年にボンで発表されることになり、出版に際して表題が撤回されることになった。
本作は次第に速度を上げる3つの楽章から構成されており、全体の構造並びに短調の採用からはベートーヴェンの『ピアノソナタ第14番 嬰ハ短調《月光》』が想起される。かつてベートーヴェンも自作を「幻想曲風ソナタ」（ "Sonata quasi una Fantasia" ）と題し、ピアノソナタと幻想曲の境界に挑んだのであった。とはいえ、本作の素材にベートーヴェンのソナタと似通ったところはない。

## 楽曲構成
曲は切れ目なく演奏される3つの楽章から構成される。演奏時間は13～14分。
- 第1楽章 コン・モート・アジタート - アンダンテ - コン・モート・アジタート
嬰ヘ短調、4分の2拍子、自由なソナタ形式[2]。
コン・モート・アジタートのアルペッジョで開始して、やがてアンダンテの主題に辿り着く（譜例1）。
(譜例1)

アルペッジョの走句を挟み、2つ目の主題がイ長調で出される[2]。アルペッジョとオクターヴに覆われた中間部が置かれて、力強い主題の再現へと移る[2]。最後の部分ではダンパーを解放して和声が曖昧になるように書かれている[1]。フェルマータで余韻を作って第2楽章へ続く。

- 第2楽章 アレグロ・コン・モート
イ長調、2分の2拍子。スケルツォ様の形式を有する[2]。
この楽章にスコットランド音楽の要素が盛り込まれているか否かは定かではない[1]。主題は落ち着いた譜例2である。
(譜例2)

トリオでは簡素な主題がオクターヴで奏され、スケルツォの再現では主題が拡張されて歌われる[2]。曲は終了せずに終楽章へ入っていく。

- 第3楽章 プレスト
嬰ヘ短調、8分の6拍子、ソナタ形式[2]。
スコットランド交響曲の激しい終楽章を予見するかのような音楽となっている[1]。急速な第1主題の提示で幕を開ける（譜例3）。
(譜例3)

カンタービレが指定される譜例4の第2主題も16分音符の音型を伴っており、第1主題から引き継いだ熱量は維持される[2]。
(譜例4)

展開部ではまず高速の動きと主題に由来する上昇音型が組み合わされ[2]、やがて上昇音型が音楽を支配していく。音量を上げて堂々と第1主題が回帰し、第2主題もこれに続く。コーダでは再び上昇音型が姿を現し[2]、コン・フォーコの指定から音量を上げて勢いよく全曲に終止符を打つ。